# Phoenix Mercury 2006
La stagione 2006 delle Phoenix Mercury fu la 10ª nella WNBA per la franchigia.
Le Phoenix Mercury arrivarono quinte nella Western Conference con un record di 18-16, non qualificandosi per i play-off.

## Roster
| N° | Naz.                   | Ruolo | Sportivo            | Anno | Alt. | Peso |
| -- | ---------------------- | ----- | ------------------- | ---- | ---- | ---- |
| 2  | Stati Uniti (bandiera) | G     | Kelly Miller        | 1978 | 178  | 64   |
| 3  | Stati Uniti (bandiera) | G     | Diana Taurasi       | 1982 | 183  | 78   |
| 8  | Stati Uniti (bandiera) | AC    | Mandisa Stevenson   | 1982 | 191  | 75   |
| 9  | Rep. Ceca (bandiera)   | C     | Kamila Vodičková    | 1972 | 193  | 86   |
| 10 | Stati Uniti (bandiera) | G     | Crystal Smith       | 1984 | 168  | 55   |
| 12 | Australia (bandiera)   | A     | Belinda Snell       | 1981 | 180  | 77   |
| 13 | Australia (bandiera)   | A     | Penny Taylor        | 1981 | 185  | 76   |
| 20 | Stati Uniti (bandiera) | G     | Kayte Christensen   | 1980 | 191  | 77   |
| 21 | Stati Uniti (bandiera) | A     | Jennifer Lacy       | 1983 | 191  | 79   |
| 23 | Stati Uniti (bandiera) | G     | Cappie Pondexter    | 1983 | 173  | 73   |
| 24 | Stati Uniti (bandiera) | G     | Jennifer Derevjanik | 1982 | 178  | 64   |
| 25 | Stati Uniti (bandiera) | A     | Sandora Irvin       | 1982 | 191  | 84   |
| 32 | Stati Uniti (bandiera) | G     | Bridget Pettis      | 1979 | 175  | 68   |
| 35 | Stati Uniti (bandiera) | G     | Tamicha Jackson     | 1978 | 168  | 54   |
| 43 | Stati Uniti (bandiera) | GA    | Ann Strother        | 1983 | 191  | 73   |
| 52 | Stati Uniti (bandiera) | A     | Kristen Rasmussen   | 1978 | 188  | 78   |

## Staff tecnico
- Allenatore: Paul Westhead
- Vice-allenatori: Corey Gaines, Bridget Pettis, Julie Brase
- Preparatore atletico: Tamara Poole
- Preparatore fisico: Justin Walters